# Hisham Matar
Hisham Matar (arab. هشام مطر, ur. 1970) – libijski pisarz tworzący w języku angielskim, laureat Nagrody Pulitzera.
Urodził się w Stanach Zjednoczonych, gdzie jego ojciec pracował w libijskiej placówce dyplomatycznej przy ONZ. Gdy miał trzy lata, rodzina wróciła do ojczyzny (Trypolisu), gdzie mieszkała do 1979. W tym roku wspólnie z rodzicami i bratem wyemigrował do Egiptu, mieszkał w Kairze. W 1986 rozpoczął naukę w Londynie. W 1990 jego ojciec został porwany w Kairze, najprawdopodobniej przez egipskie służby specjalne i przekazany Libijczykom. Jego późniejsze losy nie zostały potwierdzone.
Matar jako pisarz debiutował w 2006 powieścią W kraju mężczyzn. Jej akcja rozgrywa się w Trypolisie latem 1979 roku. Narracja jest prowadzona z perspektywy małego chłopca, którego ojciec - opozycyjny działacz polityczny - pewnego dnia znika. Drugą powieść, Anatomy of a Disappearance, opublikował w 2011.
W 2017 otrzymał Nagrodę Pulitzera w dziedzinie biografii lub autobiografii za książkę The Return: Fathers, Sons and the Land in Between.

## Twórczość
- W kraju mężczyzn (In the Country of Men 2006)
- Anatomy of a Disappearance (2011)